# Stazione di Stratford
La stazione di Stratford è una stazione situata nel quartiere omonimo, nel borgo londinese di Newham.
Questa stazione è servita dai servizi della Docklands Light Railway, di London Overground e della Elizabeth Line nonché dei servizi ferroviari nazionali transitanti lungo la Great Eastern Main Line.
Ufficialmente, per distinguerla dalla stazione di Stratford-upon-Avon, nello Warwickshire, e dalla stazione di Stratford International (da cui dista 370 metri), ci si riferisce alla stazione come Stratford Regional o come London Stratford.
La stazione, contando quasi 14 milioni di passeggeri all'anno, nel 2021 è risultata essere la stazione col più alto flusso di passeggeri dell'intero Regno Unito.

## Storia
La stazione di Stratford viene inaugurata il 20 luglio 1839 dalla società ferroviaria "Eastern Counties Railway", lungo la linea che da Londra conduce a Colchester. Nel settembre del 1840 viene aperta dalla società "Northern and Eastern Railway" una nuova linea che collega la stazione di Stratford a Broxbourne.
Nelle adiacenze di questa nuova linea, vengono costruiti un'officina e un deposito locomotive, chiamato "Stratford TMD". A seguito di una successiva espansione, entrambi vengono ampliati ad ovest della stazione, nell'area ora occupata dal centro commerciale e dalla stazione di Stratford Internazionale.
Nel 1946, a seguito dei ritardi causati dalla seconda guerra mondiale, la costruzione di un nuovo tunnel da Liverpool Street permette ai servizi della linea Central di raggiungere la stazione. L'anno successivo, la linea fu ulteriormente allungata verso Leyton per poi, nel 1957, allacciarsi alla linea per Epping, Ongar e Hainault, anticamente utilizzata dalla London and North Eastern Railway.
La Docklands Light Railway raggiunge la stazione nell'agosto del 1987 riutilizzando i binari inutilizzati che collegavano a Bow e a Poplar, unendo così Stratford con il progetto di riqualificazione del Docklands, sull'Isle of Dogs.
Negli ultimi anni 90, il piano inferiore della stazione viene sostanzialmente ricostruito, in previsione della apertura estensione della linea Jubilee fino a Stratford. In questo restauro, firmato Wilkinson Eyre, è stata prevista la costruzione di un edificio in ferro e vetro che comprendesse il piano inferiore e la nuova biglietteria. La vecchia biglietteria, che si trovava all'estremità orientale della stazione, a cui era connessa tramite un sottopasso, viene demolita.
La Jubilee Line apre ai passeggeri nel maggio del 1999 nel tratto tra Stratford e North Greenwich, mentre nel novembre dello stesso anno tra Green Park e Stanmore.
Grazie alla vicinanza con il parco olimpico, la stazione è stata usata come punto di arrivo principale dagli spettatori delle Olimpiadi e Paraolimpiadi 2012.

### Progetti
Sono state, inoltre, formulate alcune proposte che prevedano un aumento dei servizi passeggeri da Stratford.
È stata proposta l'istituzione della fermata presso la stazione del servizio di Stansted Express, attraverso la ferrovia Londra-Cambridge, così da permettere il collegamento con l'aeroporto di Londra Stansted.
Infine, è stata richiesta la riapertura del bivio Hall Farm, così da permettere l'istituzione di servizi che vanno da Liverpool Street a Chingford via Stratford; i pianificatori del servizio hanno mostrato che i tempi di viaggio tra Chingford e Stratford sarebbero di 20 minuti e che i servizi ad alta frequenza tra Straford e Walthamstow Central passerebbero dagli attuali 35 minuti di percorrenza a 12.

## Strutture e impianti
|  |  |  |  |  |  |

| Unknown route-map component "tCONTgq" | Unknown route-map component "tSTReq" | Station on transverse track + Unknown route-map component "HUBa" | Unknown route-map component "tSTRaq" | Unknown route-map component "tCONTfq" |  |

|  |  | Urban head station + Unknown route-map component "HUBe" |

|  |  | Unknown route-map component "utSTRa" |

|  |  | Urban tunnel straight track |

| Unknown route-map component "CONT4+l" | Transverse track | Unknown route-map component "umtKRZ" | Unknown route-map component "KBHFeq" + Unknown route-map component "HUBa" |  |  |

| Unknown route-map component "CONTg@Gq" | Transverse track | Unknown route-map component "umtKRZ" | Station on transverse track + Unknown route-map component "HUB" | Transverse track | Unknown route-map component "CONT1+r" |

| Unknown route-map component "CONTg@Gq" | Transverse track | Unknown route-map component "umtKRZ" | Station on transverse track + Unknown route-map component "HUB" | Transverse track | Unknown route-map component "CONTf@Fq" |

| Unknown route-map component "CONTg@Gq" | Transverse track | Unknown route-map component "umtKRZ" | Unknown route-map component "XBHF-Rq" + Unknown route-map component "HUB" | Transverse track | Unknown route-map component "CONTf@Fq" |

| Unknown route-map component "utCONTg@Gq" | Unknown route-map component "utSTReq" | Unknown route-map component "utKRZ" | Unknown route-map component "uXBHF-Lq" + Unknown route-map component "HUB" | Unknown route-map component "utSTRaq" | Unknown route-map component "utCONTf@Fq" |

| Unknown route-map component "uCONT3+l" | Urban transverse track | Unknown route-map component "utKRZ" | Unknown route-map component "uKBHFeq" + Unknown route-map component "HUB" |  |  |

|  |  | Unknown route-map component "utSTRe" | Unknown route-map component "LOCK2d" + Unknown route-map component "HUB" |  |  |

|  | Unknown route-map component "uKXBHFa-L" + Unknown route-map component "HUBaq" | Unknown route-map component "uXBHF-R" + Unknown route-map component "HUBq" | Unknown route-map component "HUBrf" |  |  |

|  | Urban straight track | Urban stop on track |  |  |  |

|  | Urban straight track | Unknown route-map component "uCONTf" |  |  |  |

|  | Unknown route-map component "uCONTf" |

La stazione si sviluppa su due piani.

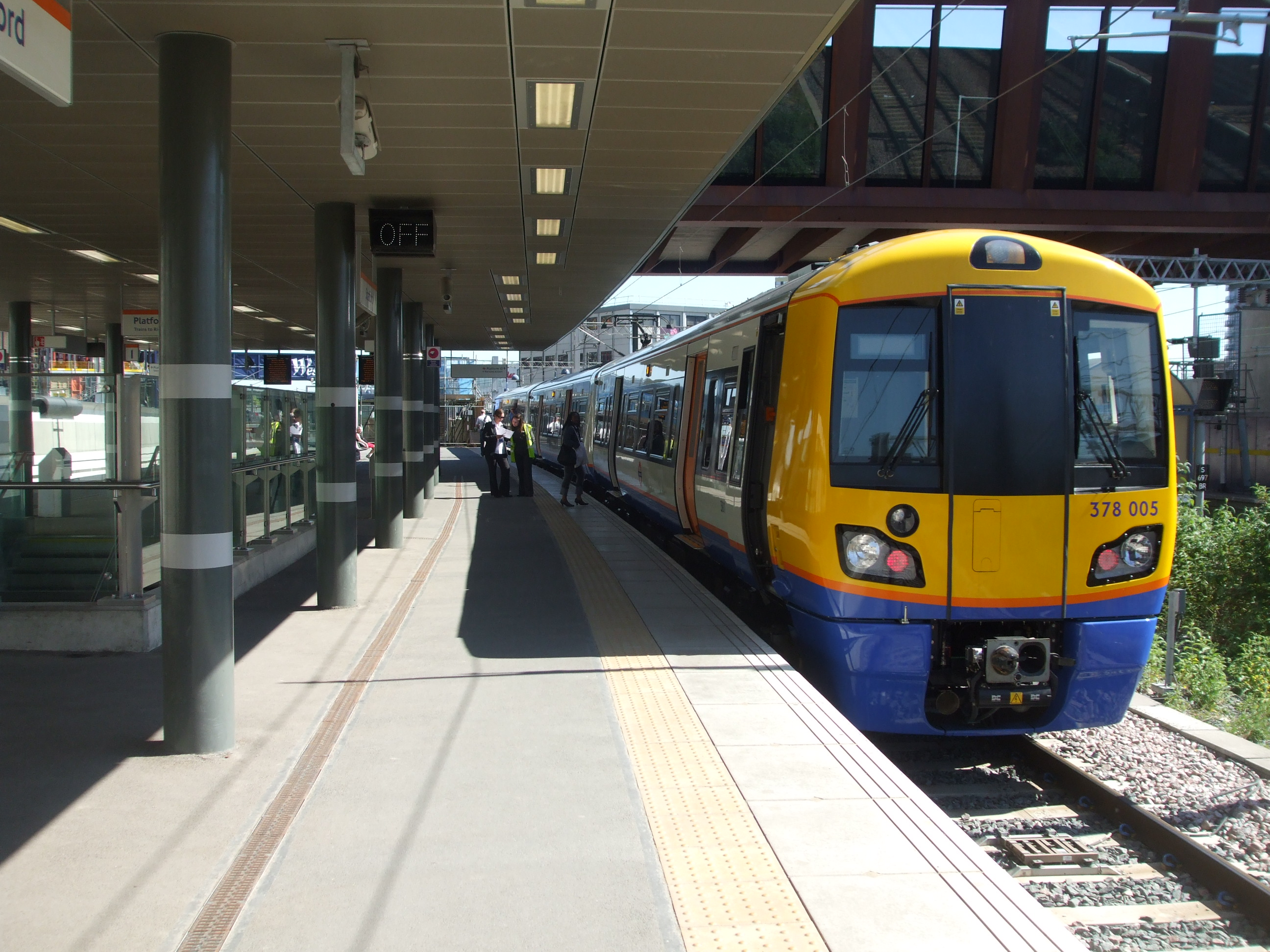
Treno della London Overground, al binario 2

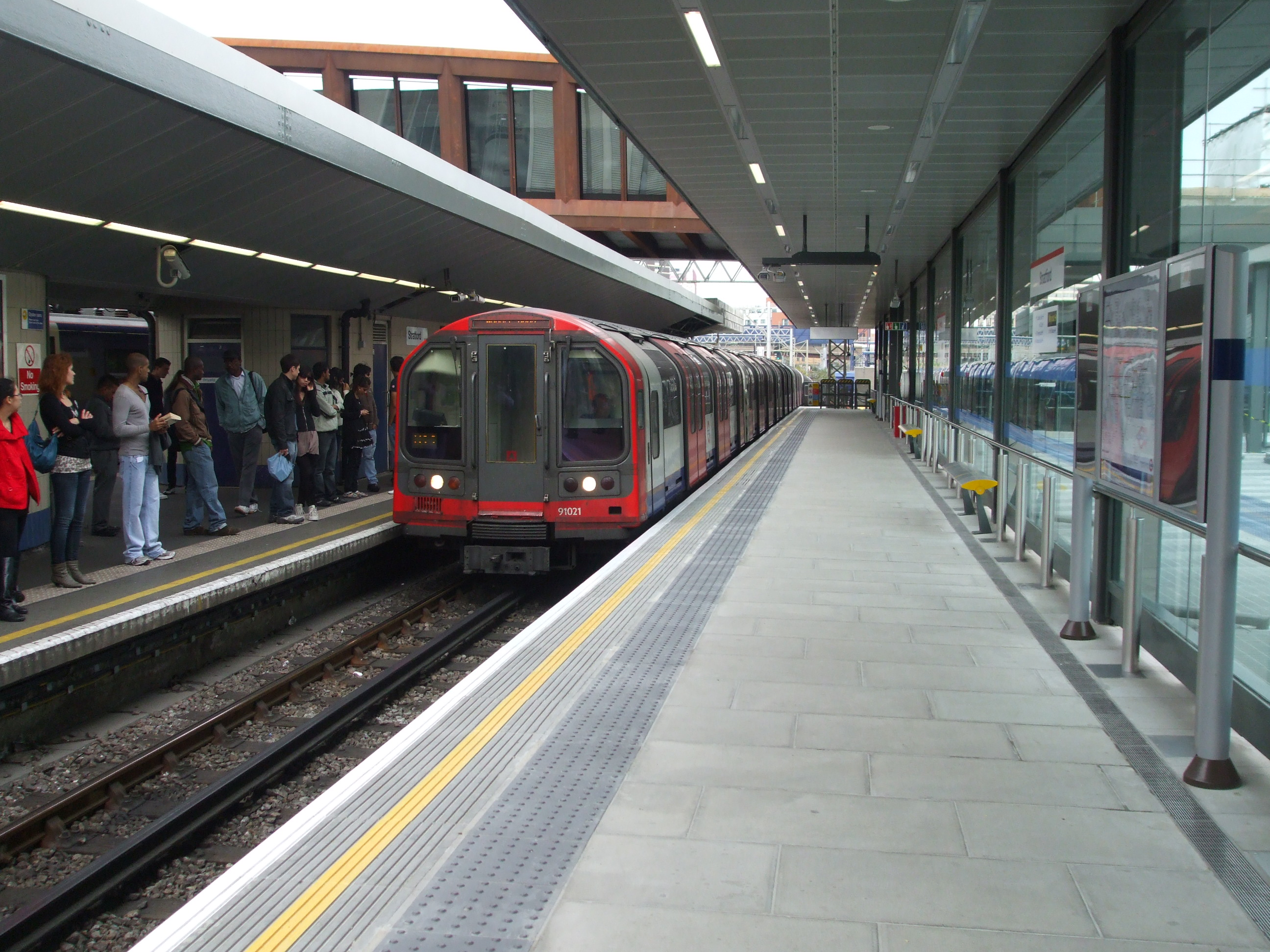
Treno della Central line al binario 3A

Piano superioreI binari che si trovano al piano rialzato hanno una direttrice pressappoco est-ovest. I binari serviti dalla Docklands Light Railway (i numeri 16 e 17) passano al di sotto di questi.
A eccezione che per i binari 4A e 4B, l'accesso ai binari del piano superiore dall'ingresso principale della stazione è permesso da sottopassi-mezzanini, uno dei quali connette i binari della linea Jubilee direttamente con i binari 3 e 5 al 10.
- I binari 1 e 2 sono usati dai servizi della London Overground, che percorrono la North London Line. Questi due binari sono dotati di una banchina a isola, collegata al binario 12, tramite un collegamento privo di gradini, e ai binari 3 e 11, tramite un sottopasso. La lunghezza della piattaforma permette l'approccio di treni con al massimo sei carrozze: a causa della risicata lunghezza di questi binari, vengono solamente utilizzati treni composti da quattro carrozze.
- I binari 3, 3A e 6 sono utilizzati dai treni della linea Central della metropolitana, i quali escono dai loro tunnel alla superficie per effettuare la fermata in stazione, per poi, subito dopo, ritornare in sotterranea. I binari 3 e 6 sono dotati di banchine ad isola che permettono facili interscambi con i servizi di TfL Rail, operanti ai binari 5 e 8. Il binario 3A, invece, ha una connessione con il sottopasso-mezzanino, che permette agevoli interscambi con i treni della linea Jubilee, ai binari 13 e 15, e della DLR, ai binari 4A e 4B. I treni della linea Central diretti verso ovest (West Ruislip o Ealing Broadway) aprono le porte da entrambi i lati, in modo tale che i passeggeri possano scendere o salire dal treno da ambo i lati, riducendo la congestione del mezzanino sottostante, specialmente durante l'ora di punta.
- I binari 4 e 7 sono abbandonati. Quando la ferrovia Londra-Shenfield viene elettrificata negli anni 40, l'intenzione di istituire un servizio navetta che collegasse Stratford con Fenchurch Street, sfruttando questi binari di testa è rimasta vana (rendendo i progetti compiuti inutili). Con l'istituzione della DLR, negli anni 80, il binario 4 venne utilizzato come terminal, ma nel 2007 venne abbandonato nuovamente, sostituito da due nuovi binari più a sud: tuttavia questi due nuovi binari assunsero la denominazione di 4A e 4B.
- I binari 4A e 4B sono utilizzati dai servizi della Docklands Light Railway per Poplar, Canary Wharf, Greenwich e Lewisham. Formano una banchina a isola e non sono raggiungibili da sottopassi, bensì da un ingresso separato posto al piano sopraelevato.
- I binari 5 e 8 sono usati dai servizi dell'Elizabeth Line che operano tra Liverpool Street e Shenfield. Vengono anche utilizzati da alcuni servizi diretti a Southend Victoria, operati da Greater Anglia, nonché dai servizi di c2c operanti occasionalmente lungo la ferrovia Londra-Tilbury-Southend. Da queste banchine è facilitata l'interconnessione rispettivamente con i binari 3 e 6.
- I binari 9, 10 e 10A sono usati dai servizi regionali di Greater Anglia che collegano Liverpool Street con Norwich o altre località dell'Essex e del Norfolk. Vi erano originariamento due banchine qui ma, negli anni novanta del XX secolo, gli impianti del binario 9 sono stati demoliti per creare una banchina a isola; così, il vecchio binario 9 è diventato 10, il vecchio binario 10 è diventato 10A e il nuovo binario ricavato è diventato il 9.
- I binari 11 e 12 sono usati da servizi limitati (in partenza da Stratford) di Greater Anglia per Bishop's Stortford.

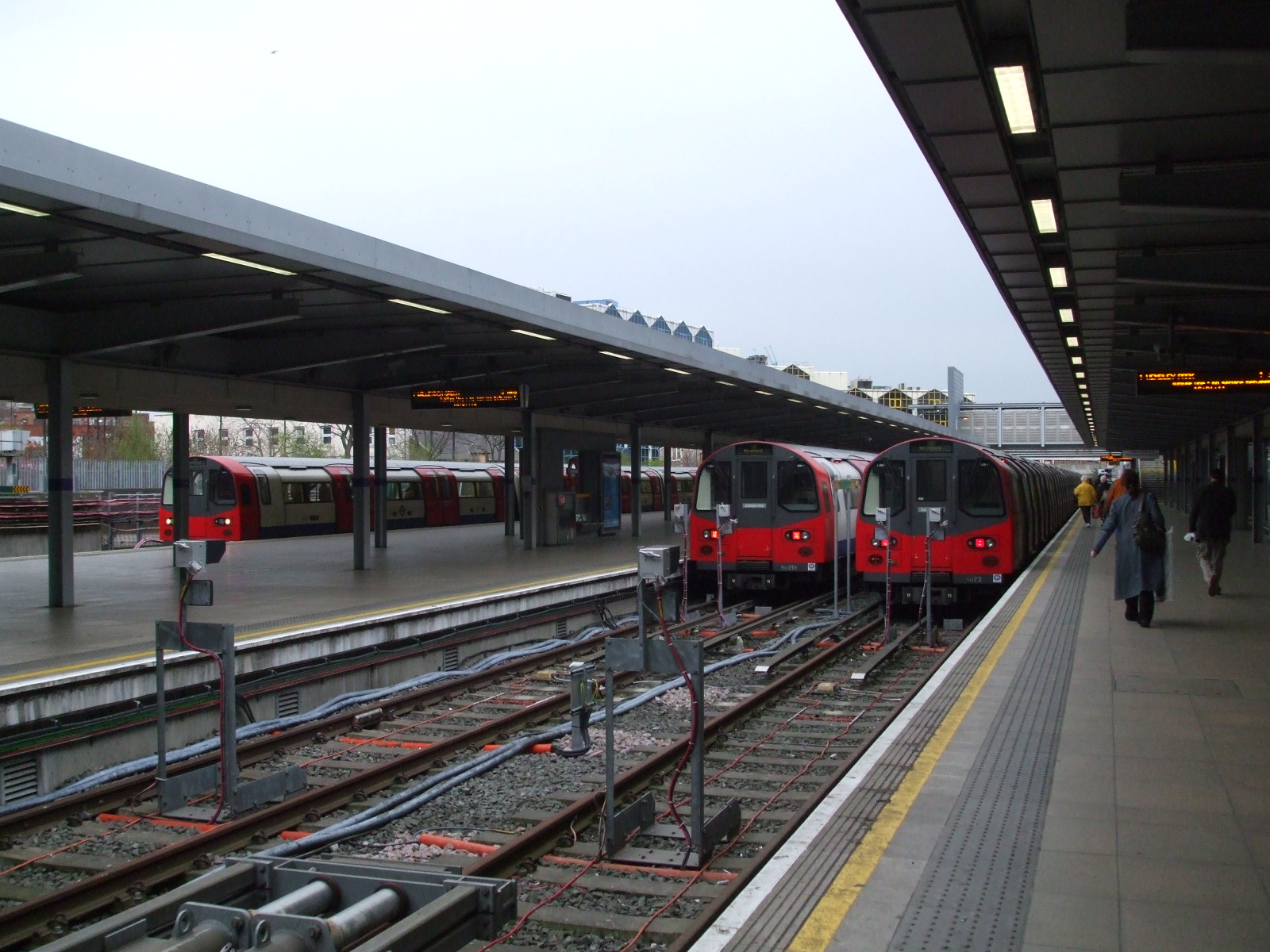
Treni della linea Jubilee ai binari 13, 14 e 15

Piano inferiore
Questi binari si trovano sul piano di campagna e hanno una direttrice nord-sud. I binari dal 13 al 16 sono raggiungibili attraversando un ponte pedonale (con scale mobili e ascensori) che sovrasta i binari della DLR, mentre il binario 17 è accessibile direttamente dall'entrata principale della stazione.
- I binari 13, 14 e 15 vengono costruiti alla fine degli anni '90 per servire la linea Jubilee che, nel 1999, è stata estesa fino Stratford. Questi tre binari sono binari di testa. Un sovrappasso unisce le banchine all'estremità meridionale, lontano dall'edificio principale della stazione.
- I binari 16 e 17 (che fino al 2009, erano binari 1 e 2) servivano originariamente i treni che collegavano la stazione di Palace Gates (vicino all'Alexandra Palace) alla stazione di North Woolwich. Negli anni '80 i treni da Richmond a Broad Street che vennero deviati a North Woolwich, utilizzavano questi binari. A seguito della chiusura della linea per North Woolwich, questi binari divennero effettivamente un capolinea, solamente con treni diretti verso Richmond. Questi binari sono ora utilizzati dai servizi della Docklands Light Railway: i treni che fermano al binario 16 sono diretti verso nord (Stratford International), mentre quelli che fermano al binario 17 sono diretti verso sud (Woolwich Arsenal, durante gli orari di punta, o Beckton, durante gli orari di morbida).

La stazione è compresa nella Travelcard Zone 2/3

## Movimento

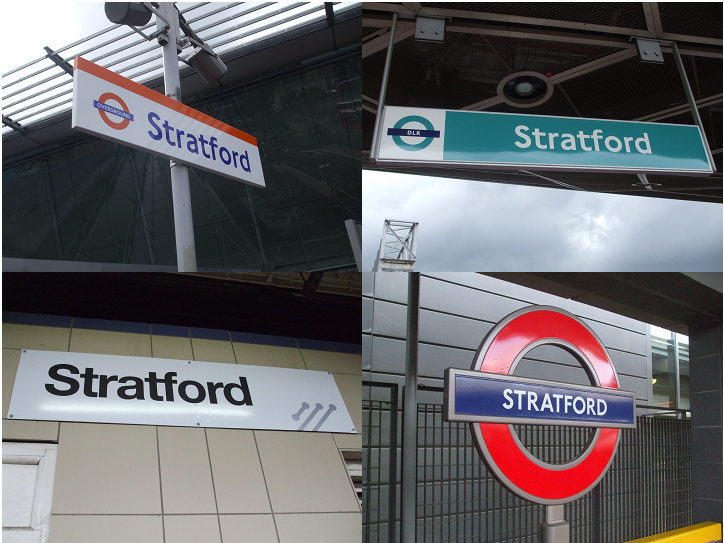
Differenti segnali indicatori presenti sui binari; in senso orario: il cartello presente sui binari di London Overground, di Docklands Light Railway, della linea Jubilee e di Greater Anglia.

Stratford è un nodo ferroviario importante con servizi operati da Greater Anglia, London Rail (con linee della rete di London Overground e dell'Elizabeth Line), Docklands Light Railway e London Underground (linee Central e Jubilee).
Prima dell'istituzione dell'Elizabeth Line, la stazione di Stratford era servita dai servizi di TfL Rail.

## Servizi
La stazione dispone di:
- Accessibilità per portatori di handicap
- Scale mobili
- Emettitrice automatica biglietti
- Biglietteria a sportello
- Stazione video sorvegliata
- Servizi igienici
- Bar

## Interscambi
Di fronte all'edificio principale della stazione, è presente l'autostazione di Stratford presso la quale effettuano fermata numerose linee di superficie urbane, gestite da London Buses; altre linee urbane, invece, effettuano fermata presso l'autostazione di Straford City, situata alle spalle della stazione. Entrambe le autostazioni sono gestite dalla stessa London Buses.

A partire dal giugno del 2018, la fermata degli autobus a lunga percorrenza (comprese le navette aeroportuali) che precedentemente si trovava presso l'autostazione di Straford, è stato spostato lungo la Montfichet Road, alle spalle della stazione (nei pressi dell'autostazione di Stratford City).
- Fermata autobus
- Stazione taxi

## Galleria d'immagini

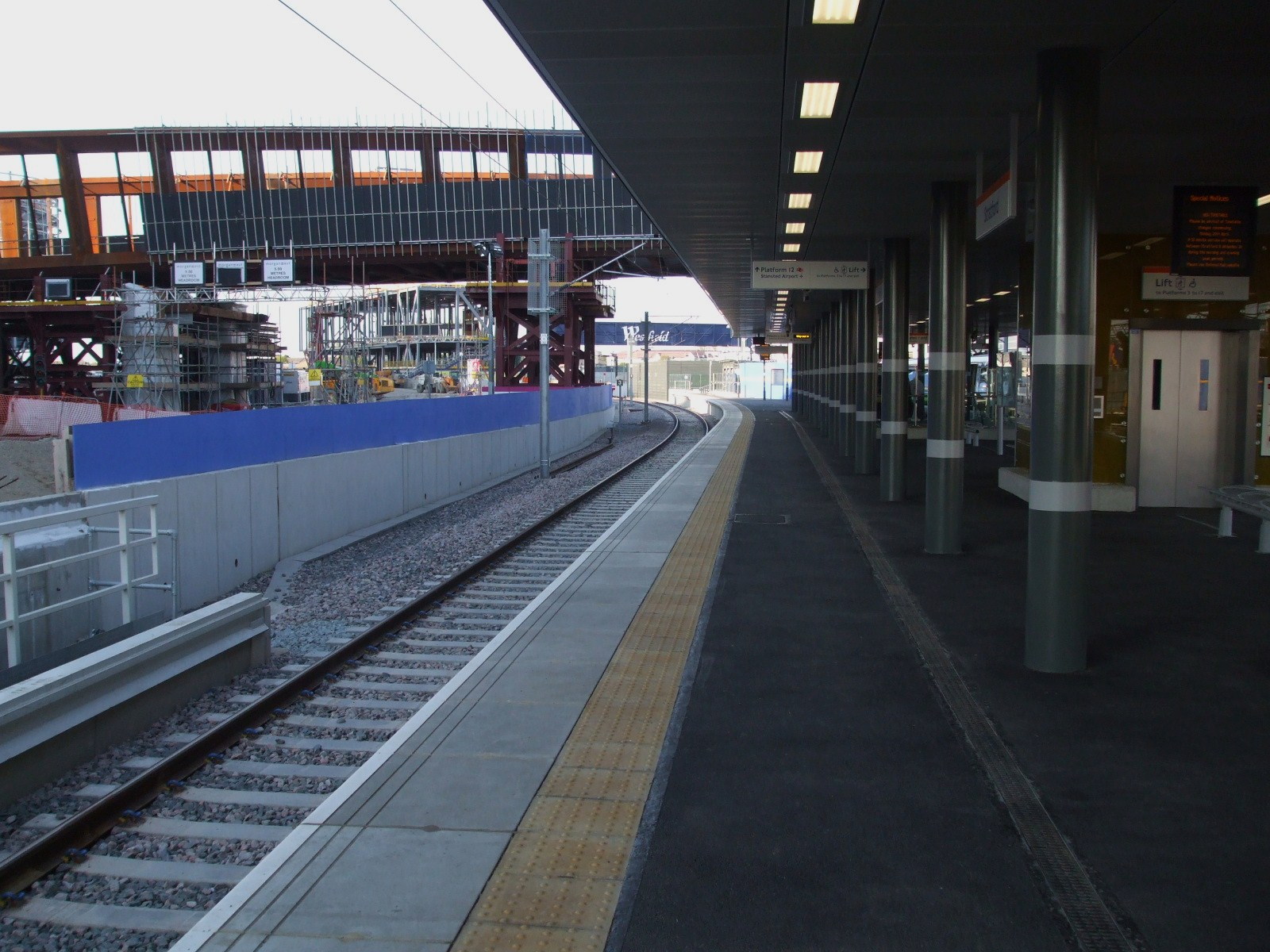
Binario 1 (London Overground)
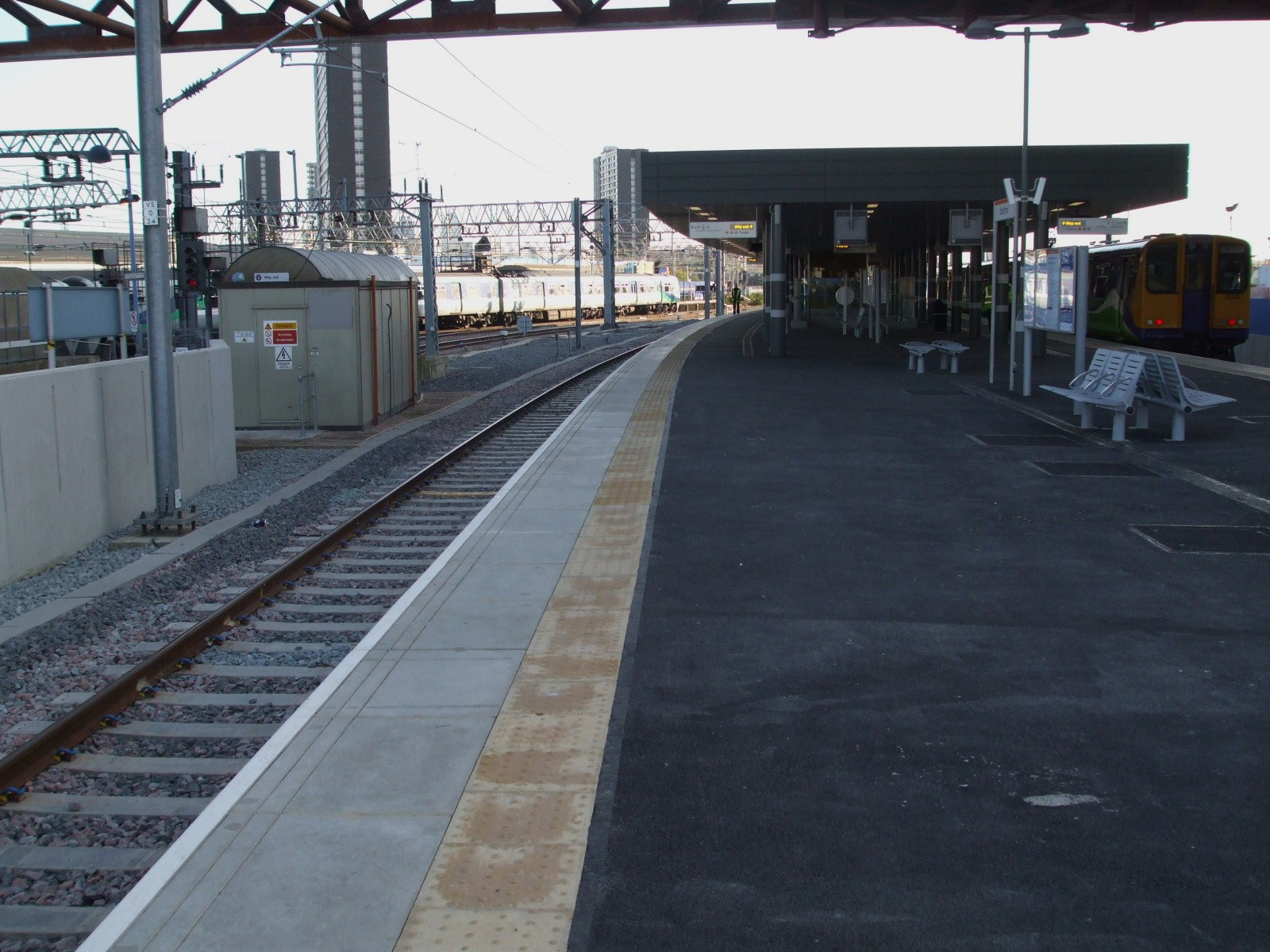
Binario 2 (London Overground)
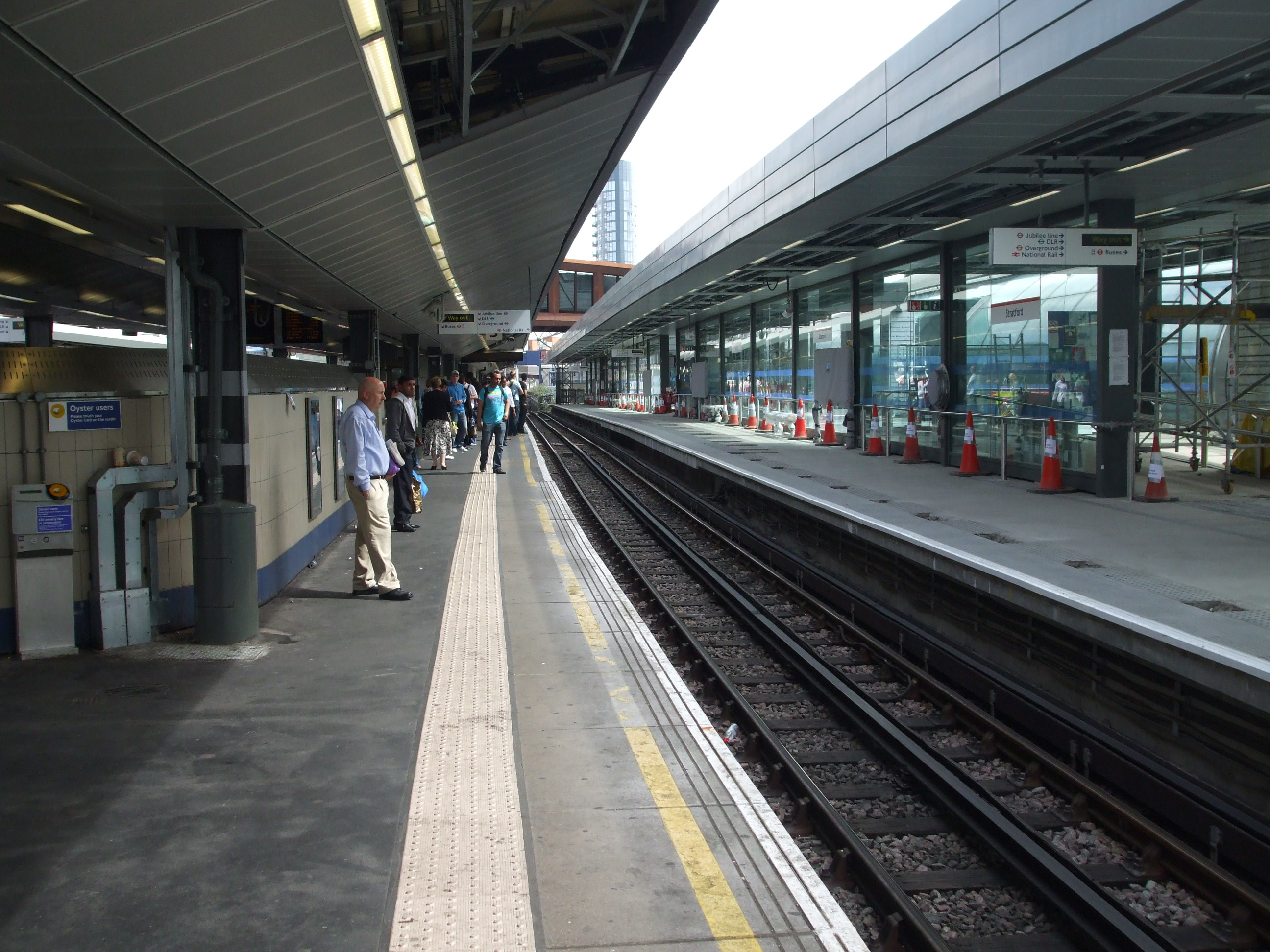
Binari 3 e 3A (London Underground, Central line)
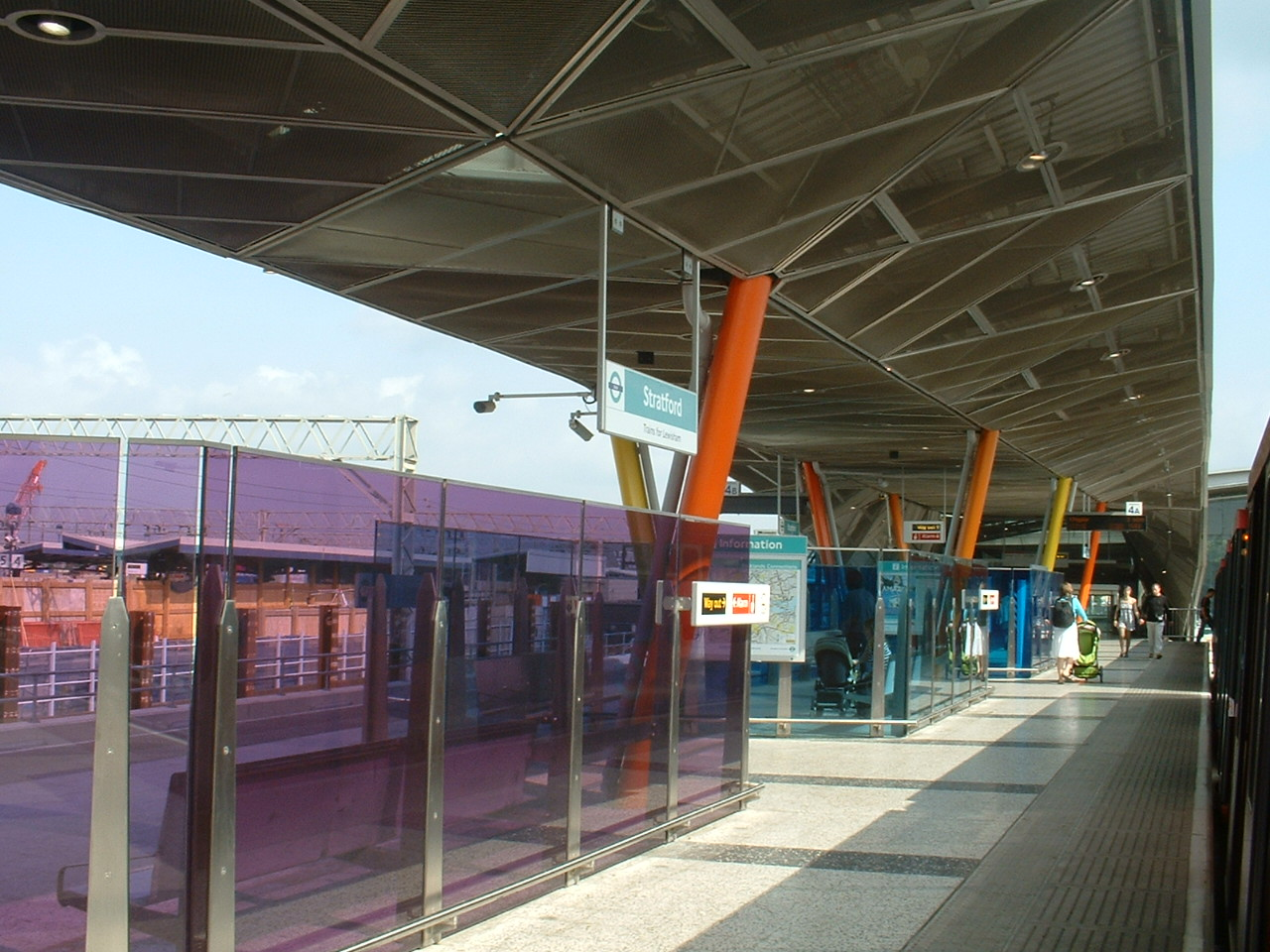
Binario 4A e 4B (DLR)
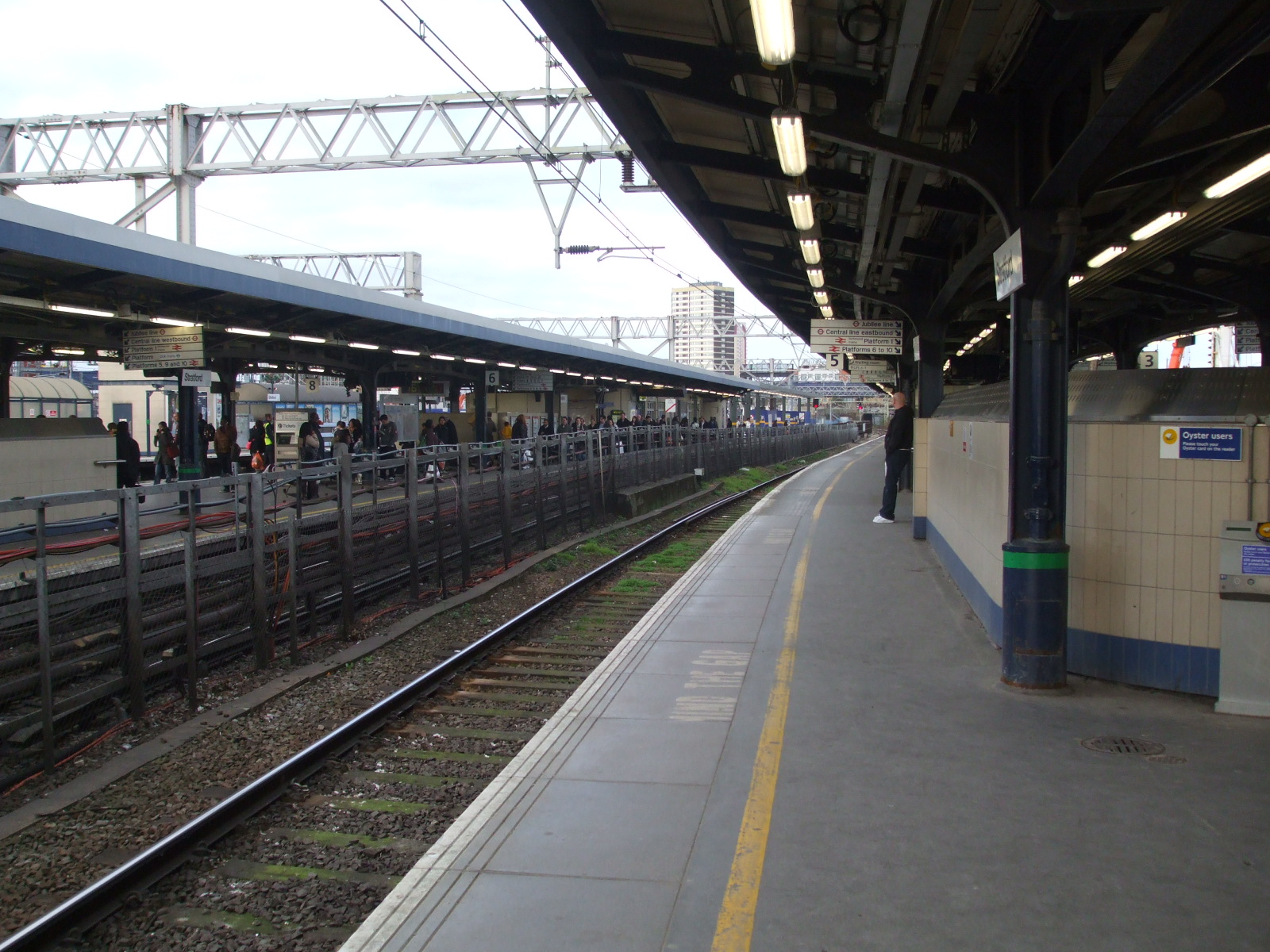
Binario 5 (Greater Anglia)
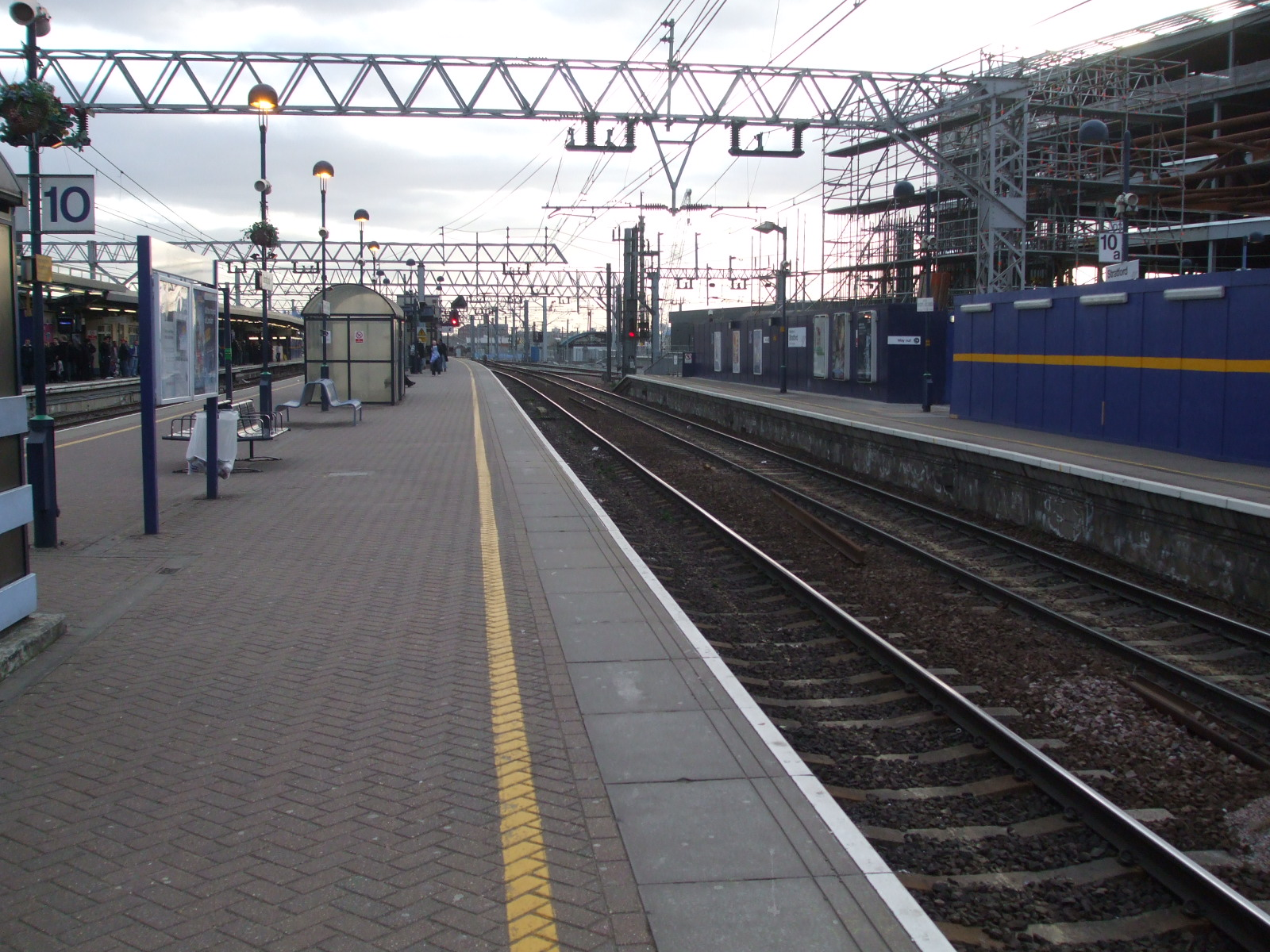
Binario 10 (Greater Anglia)
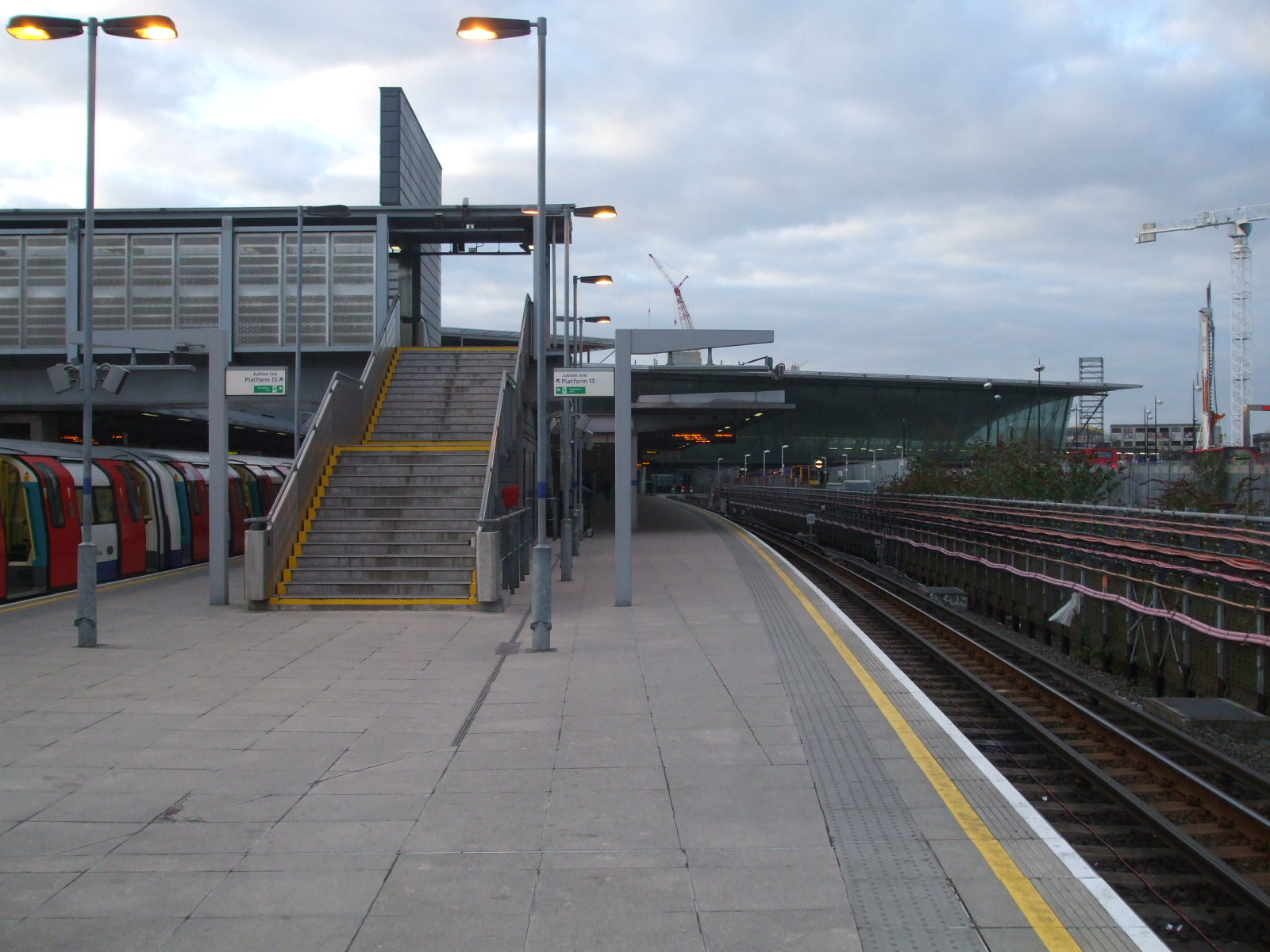
Binario 15 (London Underground, Jubilee line)
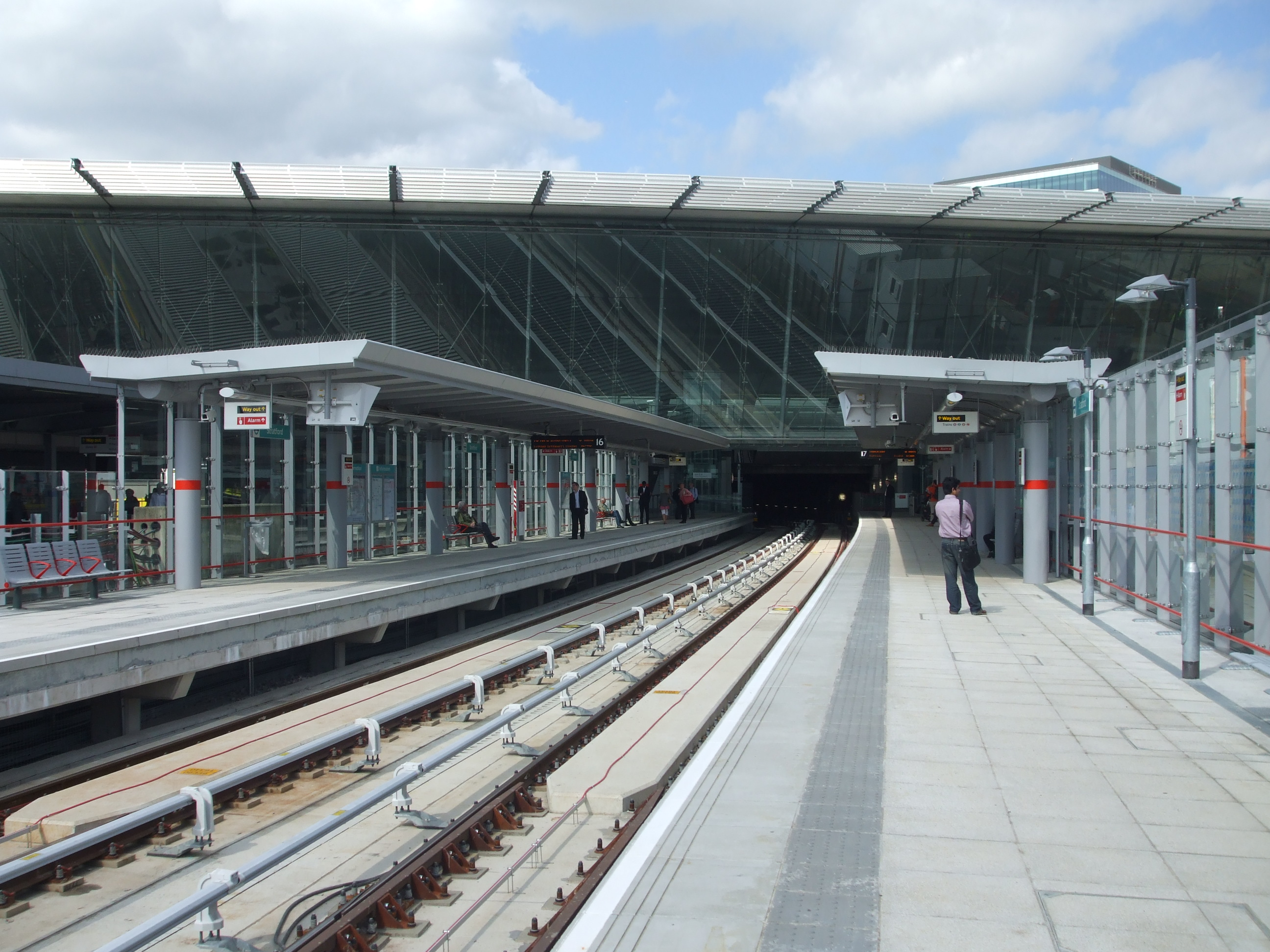
Binari 16 e 17 (DLR)